# Список хоккеистов — обладателей Кубка Стэнли

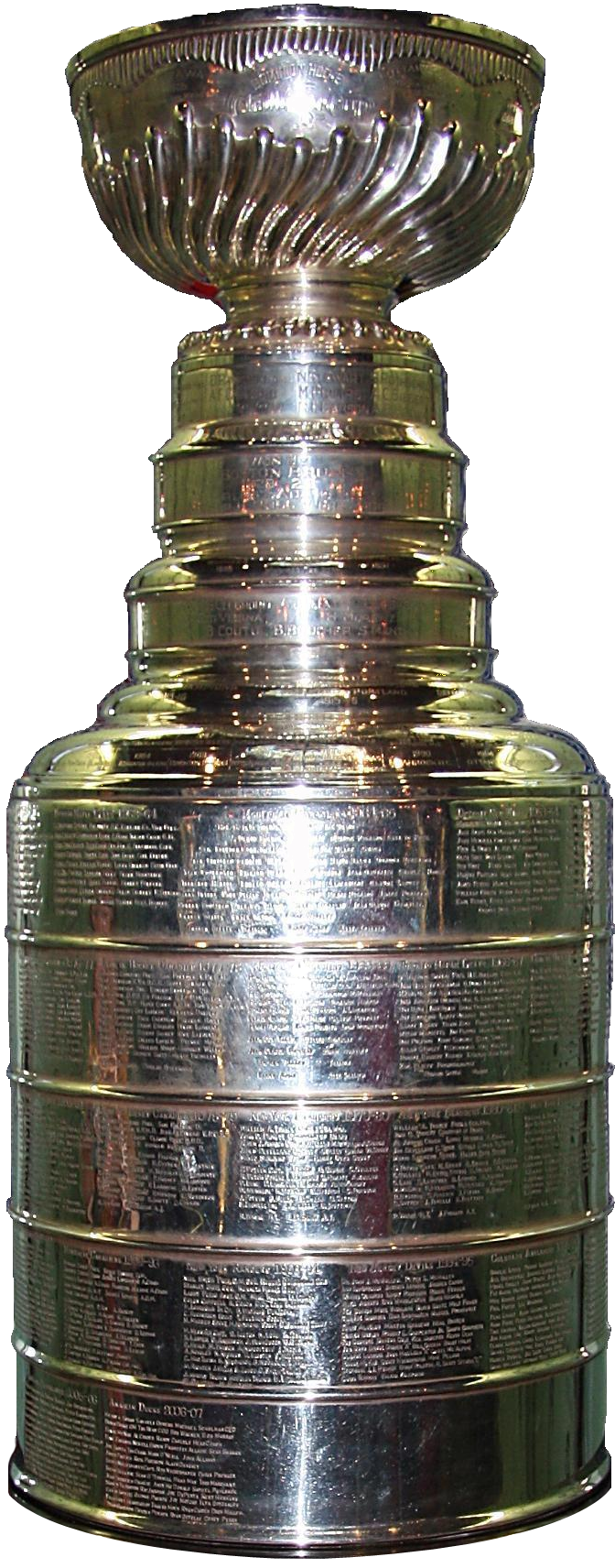
Кубок Стэнли

Здесь представлен список хоккеистов — обладателей Кубка Стэнли по годам, чьи имена выгравированы на кубке. Кубок ежегодно вручается победителю серии плей-офф Национальной хоккейной лиги.
За всю историю Кубок Стэнли не вручался всего два раза. В 1919 году из-за сильнейшей эпидемии испанского гриппа, а в 2005 из-за локаута. С 1939 года обладатель кубка определяется в серии из семи матчей до четырех побед.

## Рекордсмены по количеству побед в Кубке Стэнли
| Страна | Имя           | Количество побед | Клубы                                        | Годы                                                              |
| ------ | ------------- | ---------------- | -------------------------------------------- | ----------------------------------------------------------------- |
| Канада | Анри Ришар    | 11               | Монреаль Канадиенс                           | 1956, 1957, 1958, 1959, 1960, 1965, 1966, 1968, 1969, 1971, 1973  |
| Канада | Жан Беливо    | 10               | Монреаль Канадиенс                           | 1956, 1957, 1958, 1959, 1960, 1965, 1966, 1968, 1969, 1971        |
| Канада | Иван Курнуайе | 10               | Монреаль Канадиенс                           | 1965, 1966, 1968, 1969, 1971, 1973, 1976, 1977, 1978, 1979        |
| Канада | Клод Прово    | 9                | Монреаль Канадиенс                           | 1956, 1957, 1958, 1959, 1960, 1965, 1966, 1968, 1969              |
| Канада | Ред Келли     | 8                | Детройт Ред Уингз (4) Торонто Мейпл Лифс (4) | 1950, 1952, 1954, 1955 (Детройт) 1962, 1963, 1964, 1967 (Торонто) |
| Канада | Жак Лемер     | 8                | Монреаль Канадиенс                           | 1968, 1969, 1971, 1973, 1976, 1977, 1978, 1979                    |
| Канада | Морис Ришар   | 8                | Монреаль Канадиенс                           | 1944, 1946, 1953, 1956, 1957, 1958, 1959, 1960                    |
| Канада | Серж Савар    | 7                | Монреаль Канадиенс                           | 1968, 1969, 1973, 1976, 1977, 1978, 1979                          |
| Канада | Жан-Ги Тальбо | 7                | Монреаль Канадиенс                           | 1956, 1957, 1958, 1959, 1960, 1965, 1966                          |

## 1904 — Оттава Силвер Сэвен
Садди Гилмор, Артур Мур, Фрэнк Макги, Боус Хаттон, Билли Гилмор, Джим Макги, Хэрри Вествик, Харви Пулфорд. Играющий тренер — Альф Смит.